# Sosedkoïta
La sosedkoïta és un mineral de la classe dels òxids. Rep el nom d'Alexander Fedorovich Sosedko) (1901-1957), mineralogista de l'Institut de Ciències Geològiques, de l'Acadèmia de Ciències de la Unió Soviètica. Va ser especialista en pegmatites de granit.

## Característiques
La sosedkoïta és un òxid de fórmula química K₅Al₂Ta22O60. Va ser aprovada com a espècie vàlida per l'Associació Mineralògica Internacional l'any 1981. Cristal·litza en el sistema ortoròmbic. La seva duresa a l'escala de Mohs és 6.
Segons la classificació de Nickel-Strunz, la sosedkoïta pertany a «04.DM - Minerals òxids amb proporció metall:oxigen = 1:2 i similars, amb cations grans (+- mida mitja); sense classificar» juntament amb els següents minerals: rankamaïta, cesplumtantita, eyselita i kuranakhita.

## Formació i jaciments
Va ser descoberta al mont Vasin-Myl'k, a la península de Kola, dins l'óblast de Múrmansk (Districte Federal del Nord-oest, Rússia). Es tracta de l'únic indret en tot el planeta on ha estat descrita aquesta espècie mineral.